# Gordon Research Conferences
Die Gordon Research Conferences (GRC) sind eine Reihe von internationalen Fachkonferenzen auf den Gebieten Chemie, Physik und Biologie.

## Geschichte

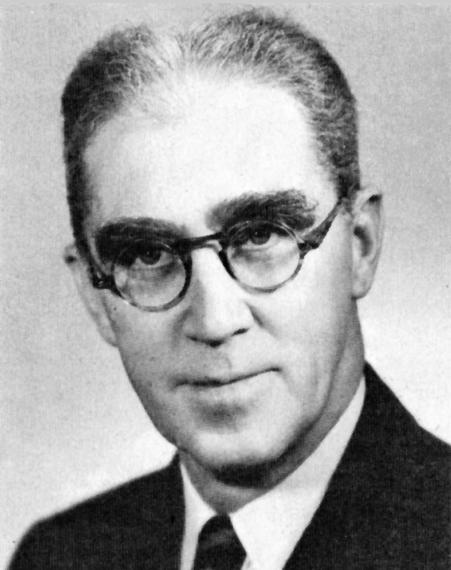
Neil Gordon, Gründer und erster Direktor der Gordon Research Conferences.

### Anfänge

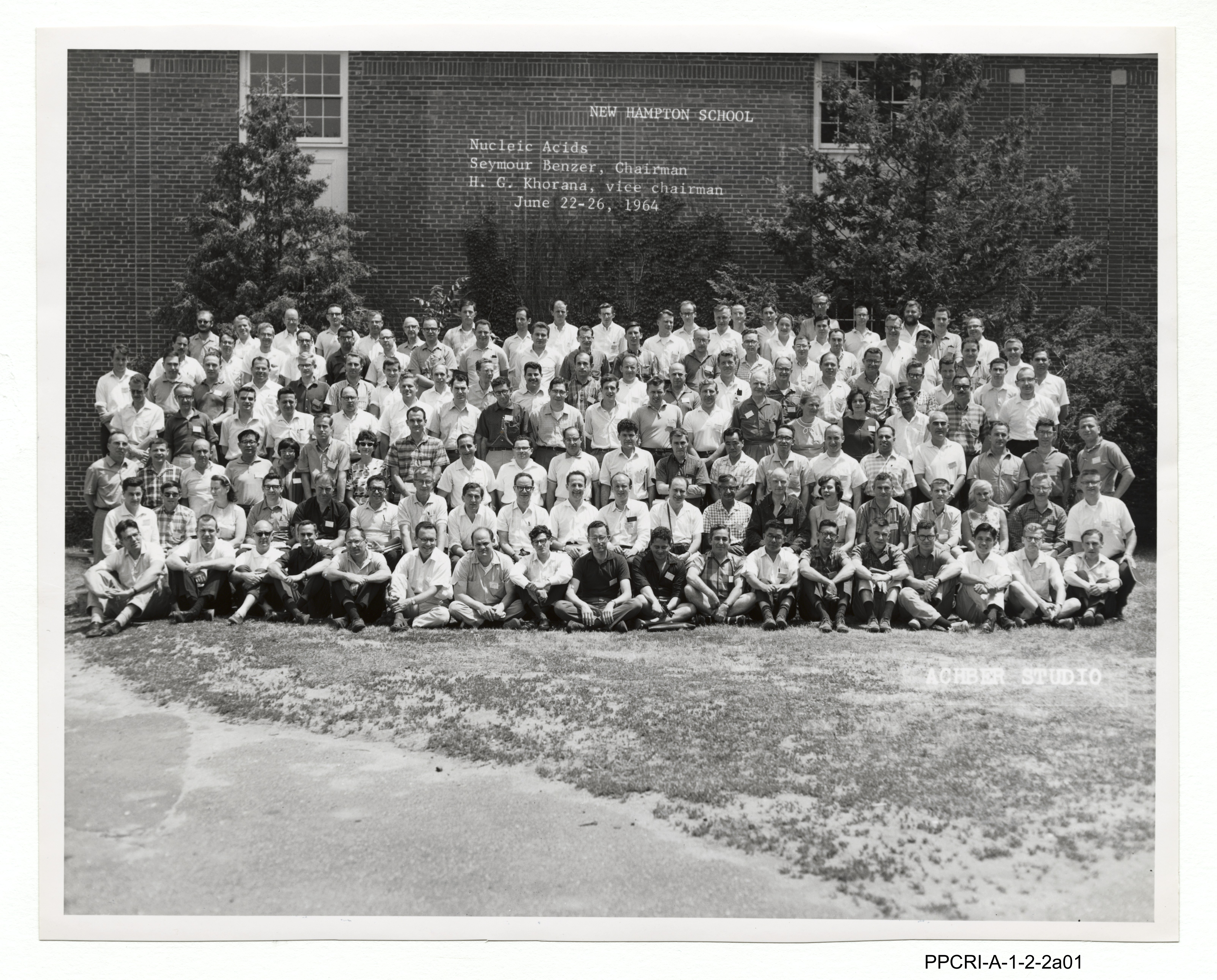
Gordon Research Conference über Nukleinsäuren, New Hampton, 1964.

Ab Ende der 1920er Jahre begann die Chemieabteilung der Johns Hopkins University in Baltimore, Sommerkonferenzen zu veranstalten. Die eigentlichen Ursprünge der Konferenzen gehen allerdings auf das Jahr 1931 zurück, in dem im Sommer an der Johns Hopkins University eine von Neil E. Gordon, Mitarbeiter und Professor der dortigen Chemistry Faculty, organisierte Konferenz stattfand. Das damalige Ziel war es, Wissenschaftler aus unterschiedlichen Bereichen zusammenzuführen und so über die aktuellsten Forschungsergebnisse zu diskutieren. Zwischen 1931 und 1947 wurden die Konferenzen in der Region um Chesapeake Bay ausgetragen. Während dieser Zeit wurden die Konferenzen noch als Sommerschule der Johns Hopkins University genutzt. Jede Konferenz dauerte eine Woche und erhielt ein speziell dafür ausgewähltes Thema. In den ersten Jahren waren diese Themen überwiegend auf den Fachbereich Chemie ausgelegt. 
Auf der Suche nach einem abgelegeneren Austragungsort zog die Konferenz schließlich Mitte der 30er Jahre auf Gibson Island in Maryland. Etwa zur selben Zeit schlossen sich die Konferenzen der American Association for the Advancement of Science (AAAS) an, die sie unter anderem finanziell unterstützte. Von 1942 bis 1946 hießen die Konferenzen deshalb AAAS-Gibson Island Chemical Research Conferences.
Neil Gordon wechselte 1936 von der Johns Hopkins University nach Fayette, Missouri. Die Serie wurde dennoch ohne ihn fortgesetzt und im Sommer 1937 veranstaltete die Universität Konferenzen in Virginia Beach. Von 1938 bis 1939 war Gordon Sekretär der Konferenzen, im Herbst 1939 wurde er zum ersten Direktor der Konferenzen ernannt.

### 1946 bis 1990
Im Jahre 1946 zog sich Neil Gordon als Direktor zurück. Neuer Direktor wurde ab 1947 der Chemiker W. George Parks. Unter ihm wurde die Konferenz 1947 an das Colby Junior College in New London, New Hampshire verlegt. Zu Ehren von Neil Gordon wurden die Konferenzen im Jahr 1948 in „Gordon Research Conferences“ umbenannt – im Sommer 1947 waren es schon zehn dieser Art. 
Die Gründung als gemeinnützige und damit steuerbefreite Organisation erfolgte im Jahr 1956 in New Hampshire. Bis 1963 fanden die Konferenzen ausschließlich im Sommer statt, doch dann zog die im Jahr 1947 gegründete Polymers Conference nach Santa Barbara in Kalifornien um, damit dort auch im Winter Konferenzen stattfinden konnten. Damit waren die Gordon Research Conferences nun auch an der Westküste der USA vertreten. 1968 wurde der Chemiker und ehemalige Assistenzdirektor Alexander M. Cruickshank neuer Dikektor der GRC. Zwölf Jahre später wurden die Winterkonferenzen an der Westküste von Santa Barbara nach Ventura, Kalifornien verlegt.

### Ab 1990
Als Reaktion auf die Globalisierung von Technologie und Forschung begannen die Gordon Research Conferences 1990, Konferenzen nicht nur innerhalb der USA, sondern ab sofort auch im Ausland abzuhalten. Die ersten Konferenzen dieser Art fanden im norditalienischen Volterra statt. Nachdem Cruickshank in den Ruhestand versetzt worden war, wurde der Chemiker Carlyle B. Storm neuer Direktor. Seit 2003 ist die Kraftstoffchemikerin Nancy Ryan Gray Direktorin der Gordon Research Conferences.

## Heutige Konferenzen

### Funktionsweise
Die GRC-Direktorin ist Vorsitzende eines Beirats (Board of Trustees), der aus insgesamt 15 Personen besteht. Der Beirat entscheidet über die Themen der einzelnen Konferenzserien. Wissenschaftler können sich für die Teilnahme an einer Gordon Research Conference bewerben. Die Auswahl erfolgt durch den Leiter der Konferenz. Die Teilnehmerzahl ist auf maximal 200 Teilnehmer beschränkt. Die Konferenzen sind üblicherweise eine Woche lang und bieten neben wissenschaftlichen Vorträgen und Postern viel Zeit für Diskussionen. In den Vorträgen sollen auch bislang unveröffentlichte Resultate vorgestellt werden und die Informationen über diese Resultate sollen nicht verbreitet werden. Die Teilnehmer einer Konferenz wählen die Leiterin oder den Leiter der nächsten Konferenz derselben Serie. Jeder Teilnehmer kann sich zur Wahl stellen. Jede dieser Wahlen ist geheim. Die Qualität der Konferenz wird von den Teilnehmern bewertet und bildet eine Grundlage für die Entscheidung des Beirats, ob die Konferenzserie zu diesem Thema fortgeführt wird.

### Zahlen
Für 2019 sind insgesamt 300 Gordon Research Conferences und Gordon Research Seminars geplant. Seit 1990 sind die internationalen Konferenzen stetig gewachsen und derzeit werden mehr als 50 Konferenzen pro Jahr allein in Italien, der Schweiz, Hongkong und Spanien abgehalten. Von 1931 bis 2006 besuchten insgesamt 600.000 Forscher die Konferenzen und es wurden zusammengezählt insgesamt 5.500 Wochen Konferenzen abgehalten.

## Gordon Research Seminar
Das erste Gordon Research Seminar (kurz GRS) fand im Jahre 1996 statt. Das Programm soll Postdocs und Graduierte parallel zu einer Gordon Research Conference unterstützen und so unter anderem auf die aktive Teilnahme an einer GRC vorbereiten. Außerdem soll in ihnen auch ein Erfahrungsaustausch mit den international besten Forschern ermöglicht werden. Seit 2005 wuchs das Programm stetig – heute finden die Mehrheit der Gordon Research Conferences parallel zu einem Gordon Research Seminar statt.